# Cotegipe
Cotegipe là một đô thị thuộc bang Bahia, Brasil. Đô thị này có diện tích 4018,594 km², dân số năm 2007 là 13879 người, mật độ 3,45 người/km².